# Stefan Domański

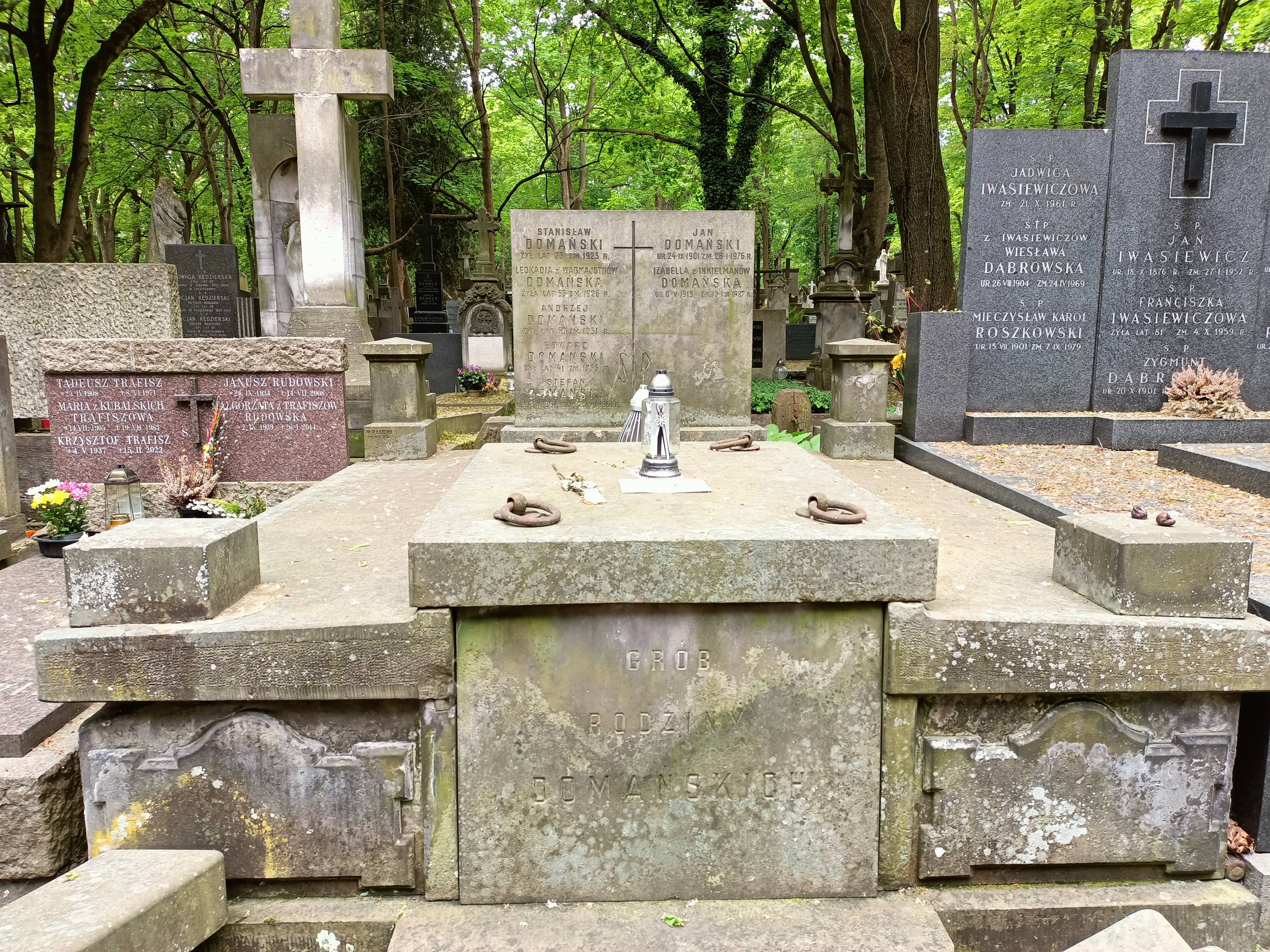
Nagrobek Stefana Domańskiego na cmentarzu powązkowskim w Warszawie

Stefan Paweł Domański (ur. 18 lutego 1904 w Warszawie, zm. 23 lipca 1961 tamże) – polski piłkarz, bramkarz.
Absolwent Wyższej Szkoły Handlowej w Warszawie. Był piłkarzem dwóch klubów ze stolicy: Polonii i Warszawianki. W reprezentacji Polski debiutował w rozegranym 10 czerwca 1924 spotkaniu ze Stanami Zjednoczonymi, które Polska przegrała 2:3. Ostatni raz zagrał 10 lat później, jesienią 1934. Łącznie w biało-czerwonych barwach rozegrał 6 oficjalnych spotkań. Grał także w meczach kadry dziś uznawanych za nieoficjalne. Z powodzeniem grał też w koszykówkę i szczypiorniaka.
Spoczywa na cmentarzu Powązkowskim w Warszawie (kwatera H-1-9,10).

## Ordery i odznaczenia
- Srebrny Krzyż Zasługi (19 marca 1931)[3]